# Katarzyna Kobro
Katarzyna Kobro (Mosca, 26 gennaio 1898 – Łódź, 21 febbraio 1951) è stata una scultrice polacca.